# Виейра де Оливейра, Аугусто
Аугусто Виейра де Оливейра (порт.-браз. Augusto Vieira de Oliveira; 4 июня 1930, Рио-де-Жанейро — 26 августа 2004, Сантус, Сан-Паулу), более известный под именем Тите (порт.-браз. Tite) — бразильский футболист, левый нападающий.

## Карьера
Тите начал карьеру в клубе «Гойтаказ». Оттуда он перешёл в состав «Флуминенсе». Но в этом клубе футболист не смог завоевать твёрдое место в основном составе: он проиграл конкуренцию Теле Сантане и Кинкасу и мог играл только когда кто-то из них не мог выступать. За клуб игрок провёл 37 матчей и забил 14 голов. В 1951 году футболист принял решение сменить команду и ушёл в «Сантос», где дебютировал 20 мая в матче с «Палмейрасом» (2:6). 3 июня того же года он забил первый мяч за клуб, поразив ворота клуба «Радиум». Нападающий сразу стал игроком основного состава, выступая слева в нападении. Тите играл за клуб с 1951 по 1957 и с 1960 по 1963 год, проведя 475 матчей и забив 151 гол. Он выиграл с клубом пять чемпионатов штата Сан-Паулу, три Чаши Бразилии, турнир Рио-Сан-Паулу, два Кубка Либертадорес и два Межконтинентальный кубок. В финальной игре чемпионата штата в 1956 году против «Сан-Паулу» (4:2) Тите забил один из голов и был признан лучшим игроком встречи. Также игрок два года играл за «Коринтианс», за который он провёл 94 матча и забил 30 голов. 22 августа 1963 года Тите провёл последний матч за «Сантос», ставший его последней встрече в карьере.
В составе сборной Бразилии Тите дебютировал 11 июня 1957 года в матче с Португалией. Он выиграл с командой Кубок Рока, а также поехал на чемпионате Южной Америки в 1956 году, но на поле не выходил.
После завершения игровой карьеры, Тите остался в Сантусе, вместе с женой и двумя детьми. Он работал музыкантом, пел в местных барах. Также трудился в «Сантосе», отвечая за работу с ветеранами команды. В 2002 году он выпустил книгу под названием «Футбол X Музыка — Моя история и детали» (порт.-браз. Futebol x Música — Minha História e seus detalhes). Его племянник, сын двоюродного брата Роберта, Лео, также стал футболистом и «Сантос» и сборную Бразилии. 26 августа 2004 года Тите умер от рака лёгких.

## Международная статистика
| Матчи и голы Тите за сборную Бразилии | Матчи и голы Тите за сборную Бразилии | Матчи и голы Тите за сборную Бразилии | Матчи и голы Тите за сборную Бразилии | Матчи и голы Тите за сборную Бразилии | Матчи и голы Тите за сборную Бразилии | Матчи и голы Тите за сборную Бразилии |
| №                                     | Дата                                  | Место проведения                      | Оппонент                              | Счёт                                  | Голы                                  | Турнир                                |
| ------------------------------------- | ------------------------------------- | ------------------------------------- | ------------------------------------- | ------------------------------------- | ------------------------------------- | ------------------------------------- |
| 1                                     | 11 июня 1957                          | Рио-де-Жанейро                        | Португалия                            | 2:1                                   | 1                                     | Товарищеский матч                     |
| 2                                     | 16 июня 1957                          | Сан-Паулу                             | Португалия                            | 3:0                                   | —                                     | Товарищеский матч                     |
| 3                                     | 7 июля 1957                           | Рио-де-Жанейро                        | Аргентина                             | 1:2                                   | —                                     | Кубок Рока                            |

## Достижения
- Чемпион штата Сан-Паулу: 1955, 1956, 1960, 1961, 1962
- Обладатель Кубка Рока: 1957
- Обладатель Чаши Бразилии: 1961, 1962, 1963
- Победитель турнира Рио-Сан-Паулу: 1963
- Обладатель Кубка Либертадорес: 1962, 1963
- Обладатель Межконтинентального кубка: 1962, 1963